# Аустрин, Рудольф Иванович
Рудо́льф Ива́нович Ау́стрин (латыш. Rūdolfs Austriņš; также Рудольф Янович Аустрин, 1891—1937, псевдонимы Розалия, Заулс) — латышский социал-демократ, организатор советской власти, участник Гражданской войны, ответственный сотрудник ЧК-ГПУ-НКВД СССР и сподвижник организаторов криптографической службы Г.И. Бокия и Ф.И. Эйхманса, начальник Управления НКВД Северного Края, комиссар госбезопасности 3-го ранга (1935). Входил в состав особой тройки УНКВД СССР. Расстрелян в «особом порядке». Реабилитирован посмертно.

## Биография
Родился в латышской семье в городе Вольмаре Лифляндской губернии в семье плотника. Закончил 2 класса церковно-приходской школы в 1906 году. Плохо говорил по-русски. В 1907 г. вступил в социал-демократический кружок "Darbs" ("Труд") Латвийской социал-демократической партии.  Приобрёл профессию наборщика, с 1912 года работал в типографии в Валмиере и организовал там профсоюз наборщиков.  Был арестован, в августе-ноябре 1912 г. находился в заключении.
В 1913 году избран в Лифляндский комитет Социал-демократии Латышского края.
В июне 1914 г. был арестован, освобождён через 7 дней.
В июле 1915 г. арестован и осуждён к трём годам лишения свободы. Отбывал заключение в Вольмарской тюрьме и в петербургских "Крестах". 6 (19) марта 1917 г. освобождён в результате массовой амнистии.
После Февральской революции городской голова Вольмара и член совета безземельных депутатов Вольмара, активный участник Вольмарского Совета рабочих, солдатских и безземельных депутатов. После победы Октябрьской революции председатель исполкома Совета рабочих депутатов Вольмара.

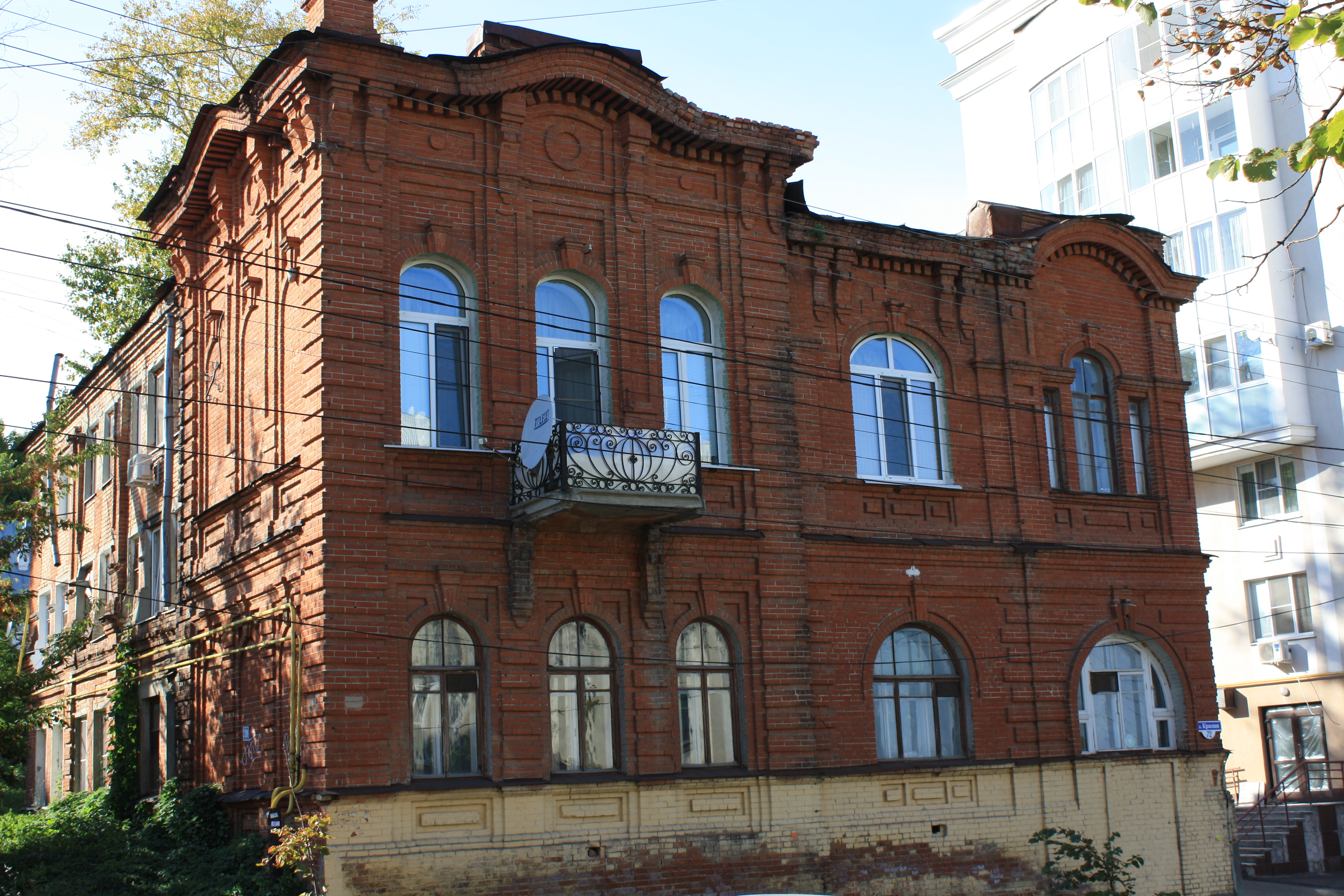
Здание в Пензе, в котором с ноября 1918 размещалась губЧК

С 1918 года в РККА, в Петрограде, затем командир одной из частей РККА в Пензе. Во время мятежа Чехословацкого корпуса успешно организовал оборону Пензы. Затем раскрыл и предотвратил готовившийся антибольшевистский заговор, 21 июня 1918 года арестовав его организаторов.
В Пензе избран членом губкома РКП(б), в апреле-мае 1918 года член коллегии Пензенской губЧК. В апреле-июне комиссар социального обеспечения Пензенской губернии, в июне-августе комиссар, с августа 1918-го по октябрь 1921 года - председатель Пензенской губЧК. С марта 1920 года председатель Пензенского губернского ревтрибунала.  Организовывал борьбу с бандитизмом на территории губернии.
С октября 1921 г. работал в Специальном отделе (СО) ВЧК при СНК РСФСР под руководством Г.И. Бокия. С ноября 1921 года - помощник уполномоченного 3-го отделения Ф.И. Эйхманса. Отделение отвечало за ведение шифр-работы и руководство этой работой в ВЧК (ГПУ — ОГПУ — НКВД), организовывало шифрсвязь с заграничными представительствами органов безопасности Советской России, а впоследствии СССР.
С декабря 1921 г. по июнь 1922 г. начальник 9-го отделения, одновременно в мае-июне 1922 года врио, в июне-декабре начальник 2-го отделения СО ВЧК—ГПУ. Отделение занималось теоретической разработкой вопросов криптографии, выработкой шифров и кодов для ВЧК (ГПУ — ОГПУ — НКВД), Наркомата иностранных дел, Наркомата обороны. Отделение затем возглавил  Ф. Г. Тихомиров.
В январе 1923 г. командирован в Саратов на должность начальник Саратовского губотдела ГПУ. Приказом по ОГПУ Саратовскому губернскому отделу была объявлена благодарность за энергию и смелость, проявленные при проведении операции по борьбе с фальшивомонетчиками на территории страны.
С декабря 1925 года возвращается в Москву на должность начальника 3-го отделения СО ОГПУ при СНК СССР.
С марта 1929 года по июль 1934 года — полномочный представитель ОГПУ по Северному краю, с июля 1934 г. по март 1937 года — начальник УНКВД по Северному краю.
Делегат XVI и XVII съездов ВКП (б).
В 1935 году присвоено воинское звание комиссар госбезопасности 3-го ранга.
С 14 марта по 22 июля 1937 г. начальник УНКВД по Кировской области.
8 июля 1937 г. (во исполнение телеграммы ЦК от 3 июля) возглавил региональную репрессивную «тройку», в которую также  вошли секретарь обкома Ф. П. Наумов и заместитель областного прокурора И. Н. Мухин, однако в период его работы в "тройке" массовых репрессий ещё не производилось.

## Завершающий этап
22 июля 1937 года арестован. Внесен в Сталинские расстрельные списки «Москва-центр» («Бывш. сотрудники НКВД») от 1 и 13 ноября 1937 г. по 1-й категории («за» Сталин, Каганович, Молотов, Ворошилов) 15 ноября 1937 г. в «особом порядке» приговорён к ВМН «за участие в контрреволюционном заговоре в органах НКВД», расстрелян в тот же день в г. Москва в числе ряда известных сотрудников ВЧК-ГПУ-НКВД (Г. И. Бокий, И. И. Сосновский, В. А. Стырне, П. Г. Рудь, М. К. Александровский, И. М. Блат, Н. М. Райский, А. П. Шийрон и др.). Место захоронения — могила невостребованных прахов № 1 крематория Донского кладбища. Определением ВКВС СССР от 19 сентября 1956 г. посмертно реабилитирован.

### Адрес
Киров, улица В.Ленина, дом 97.

### Звания
- старший майор государственной безопасности ( 29.11.1935 ).

### Награды
- знак «Почётный работник ВЧК-ГПУ (V)» № 278 (1924);
- знак «Почётный работник ВЧК-ГПУ (XV)» ( 20.12.1932).

### Увековечение памяти
- В Пензе в декабре 1967 года в связи с 50-летием органов ВЧК и по ходатайству Управления КГБ при СМ СССР по Пензенской области именем Аустрина переименована улица Большой Пензенский Тракт. На этой улице установлены памятник Аустрину, а также мемориальная доска и памятный знак.

Памятник первому председателю Пензенской ГубЧК Р. И. Аустрину в Пензе
Мемориальная доска Р. И. Аустрину в Пензе
Памятный знак на улице Аустрина в Пензе